# Neodiphthera rhythmica
Neodiphthera rhythmica is een vlinder uit de familie nachtpauwogen (Saturniidae). De wetenschappelijke naam werd voor het eerst geldig gepubliceerd in 1936 door Turner.